# Цзючжайгоу
Национальный парк Цзючжайгоу (кит. 九寨沟; в переводе. «Долина девяти деревень»; тиб. Zitsa Degu) — заповедник на севере провинции Сычуань в центральном Китае. Известен своими многоуровневыми водопадами и цветными озёрами, объявлен ЮНЕСКО всемирным наследием в 1992 году. Относится к категории V (заповедные ландшафты) по систематизации заповедных зон IUCN.

## География и климат
Долина Цзючжайгоу находится в пределах горного хребта Миньшань, в 330 км к северу от столицы провинции Чэнду. Входит в состав уезда Цзючжайгоу (бывший уезд Наньпин) в Нгава-Тибетско-Цянском автономном округе провинции Сычуань, недалеко от границы с Ганьсу.
Долина занимает площадь 720 км², буферная зона заповедника — ещё 600 км². Высота над уровнем моря колеблется от 1998 до 2140 м (в устье ущелья Шучжэн) и до 4558-4764 м (на горе Ганцзигонгай в верхней точке ущелья Цзэчава).
Климат прохладный умеренный, средняя годовая температура 7,2 °C, средняя температура января −1 °C, июля 17 °C. Годовой уровень осадков составляет 661 мм, 80 % которых выпадает с мая по октябрь.

## История
Этот отдалённый регион в течение столетий был населён тибетцами и представителями народа цян, однако официально не был открыт до 1972 года. Экстенсивная вырубка леса в регионе велась до 1979 года, когда правительство Китая запретило такую деятельность. В 1982 году регион был объявлен национальным парком. В 1984 году был основан правительственный комитет и область была открыта для туризма; в 1987 году были оформлены правила национального парка. Долина была признана ЮНЕСКО мировым достоянием в 1992 и мировым биосферным заповедником в 1997 году.
С момента открытия число туристов возрастает каждый год, с 5000 человек в 1984 году до 170 000 в 1991-м, 160 000 в 1995-м, 200 000 в 1997, включая около 3000 иностранцев. В 2002 году число гостей составило 1 190 000 человек. С 2004 года заповедник посещает в среднем 7000 человек в день, количество посетителей возрастает до 12000 во время туристического сезона.

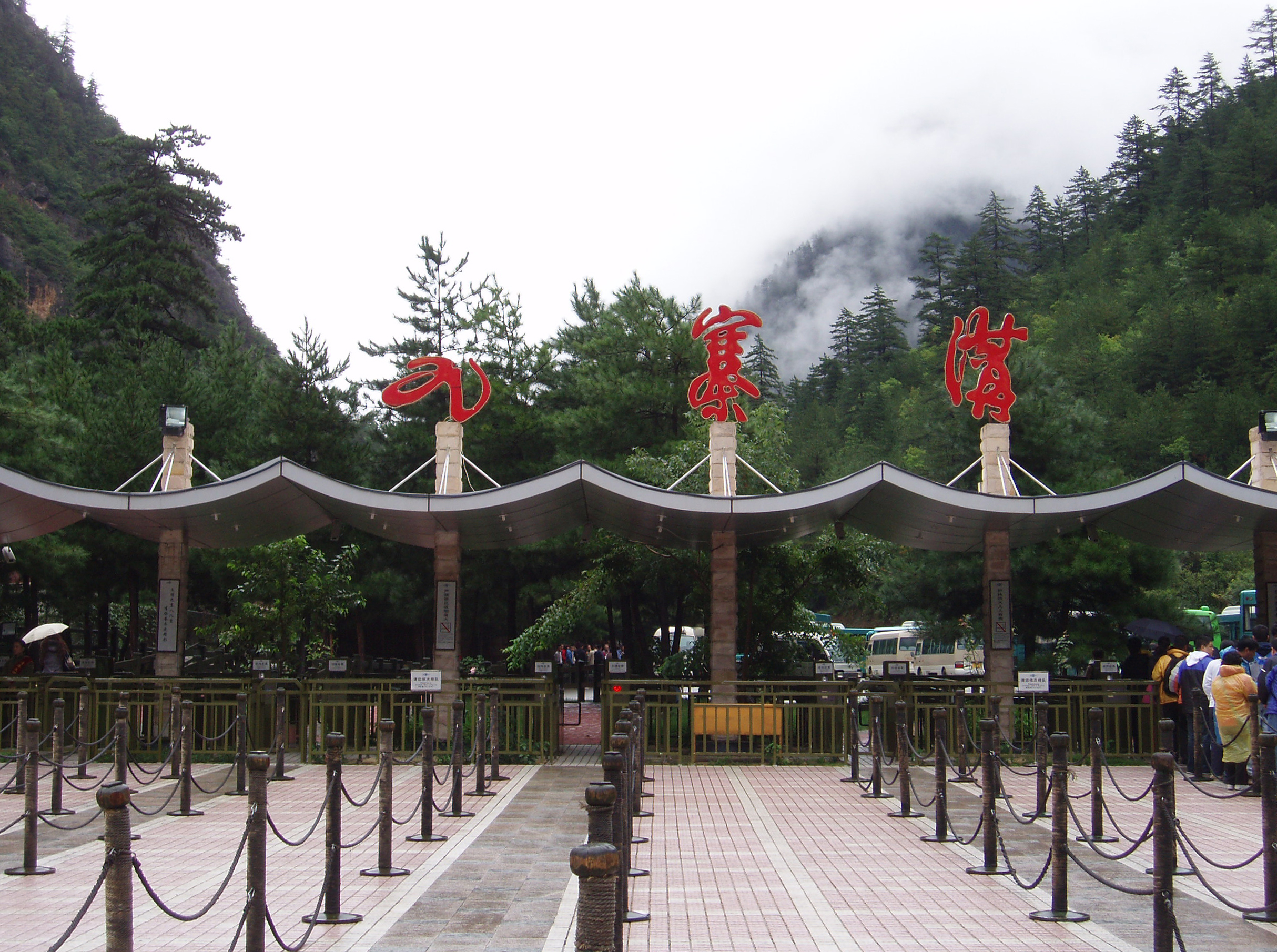
Вход в долину

## Население
Название Цзючжайгоу (в переводе «Долина девяти деревень») происходит от девяти тибетских деревень, расположенных вдоль долины. Семь из них населены и в наши дни. Для туристов доступны такие поселения, как Хэйе, Щучжэн и Цзэчава, обслуживающие туристов вдоль главной дороги, предлагая различные ремесленные изделия, сувениры и еду. В меньшей по размеру долине Чжару находится Реси, а за деревней Хэйе — деревни Цзяньпан, Панья и Яна. Больше не населены деревни Гуоду и Хецзяо.
Наконец, деревни Пеньбу, Паньсин и Йончжу находятся вдоль дороги, которая проходит через город Цзючжайгоу/Чжанчжа вне долины.
В 1997 году постоянное население долины составляло около 1000 человек или около 130 семей тибетцев. Так как область является заповедной, сельскохозяйственная деятельность в ней не разрешена, поэтому местные жители существуют на доходы от туризма и правительственные дотации.

## Экология
Экосистема Цзючжайгоу классифицируется как широколиственный лес умеренного пояса, со смешанной горной и высокогорной системой. Около 300 км² ландшафтной зоны покрыты девственными смешанными лесами. Листва этих лесов приобретает осенью чудесные жёлтые, оранжевые и красные тона, что делает этот сезон особенно популярным для посетителей. Здесь произрастает множество интересных видов растений, таких как эндемичные разновидности рододендронов и бамбука.
Местная фауна включает в себя находящиеся под угрозой виды, такие как большая панда и золотистая курносая обезьяна. Популяции обоих видов очень малы (менее 20 особей в случае панд) и изолированы. Их выживание под вопросом, так как долину посещает всё больше туристов. В Цзючжайгоу также обитают около 140 видов птиц.

## Геология и гидрология

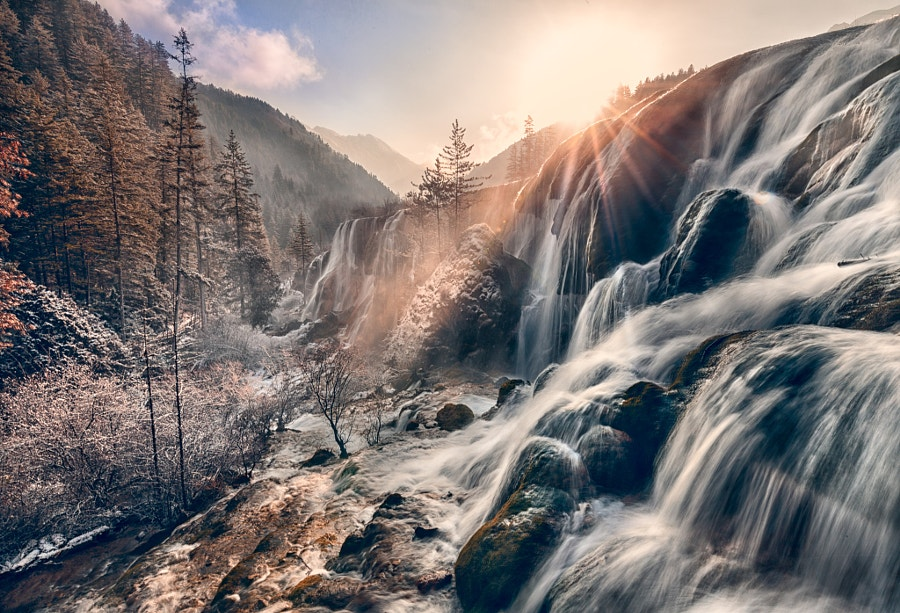
Водопад Чжэньчжу в Цзючжайгоу

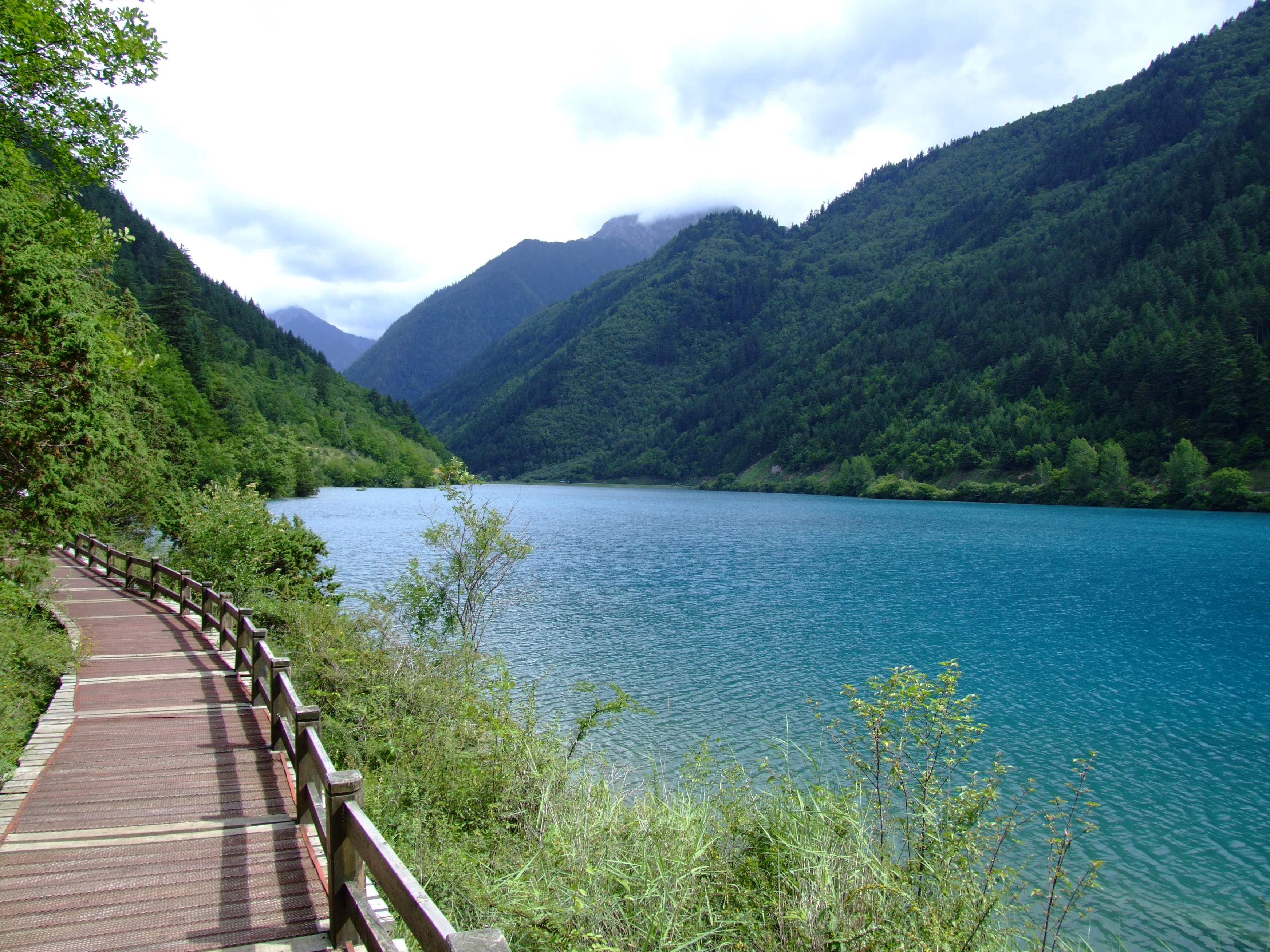
Одно из озёр долины Цзючжайгоу

Ландшафт Цзючжайгоу формируется высокогорными карстами, образовавшимися в результате ледниковой, гидрологической и тектонической деятельности. Он располагается в большом разломе горной цепи между Тибетским плато и плато Янцзы, землетрясения также формировали этот ландшафт. Скальные пласты состоят в основном из карбонатных пород, таких как доломит и известняк, а также из песчаника и сланцев.
Долина включает в себя дренажную зону из трёх ущелий (которые также часто именуются долинами из-за своего большого размера) и является одним из истоков реки Цзялинцзян, части системы реки Янцзы.
Одна из известнейших особенностей Цзючжайгоу это десятки озёр голубого, зелёного и бирюзового цвета. Местное тибетское население называет их на китайском языке «хайцзы», что значит «сын моря». Озёра появились в результате перегораживания потоков, берущих начало от таяния ледников, обломками скал и другими препятствиями, которые были скреплены между собой карбонатными отложениями. Вода некоторых озёр имеет высокую концентрацию карбоната кальция и настолько прозрачна, что дно часто видно даже на большой глубине. Озёра различаются между собой цветом, глубиной, донными отложениями и окрестностями.
Некоторые из естественных плотин и формаций были усилены искусственно и туристам запрещено касаться воды озёр и других элементов ландшафта.

## Примечательное особенности
Цзючжайгоу состоит из трёх долин, образующих вместе Y-образную фигуру. Ущелья Жицзэ и Цзэчава направлены с юга и сходятся в центре, где они образуют ущелье Шучжэн, направленное на север к устью долины. Район этих ущелий связан 55 км дорог для рейсовых автобусов, а также гатями и маленькими павильонами. Гати обычно находятся на противоположной автомобильной дороге стороне озёр, что защищает их от разрушения колёсами автобусов.
Большинство посетителей едут рейсовым автобусом до конца ущелья Жицзэ и/или Шучжэн, а затем совершают пеший спуск по гатям, пересаживаясь на автобус, когда отрезок пути до следующей цели слишком длинен. В каждом ущелье обнаружено много достопримечательностей.

### Долина Жицзэ

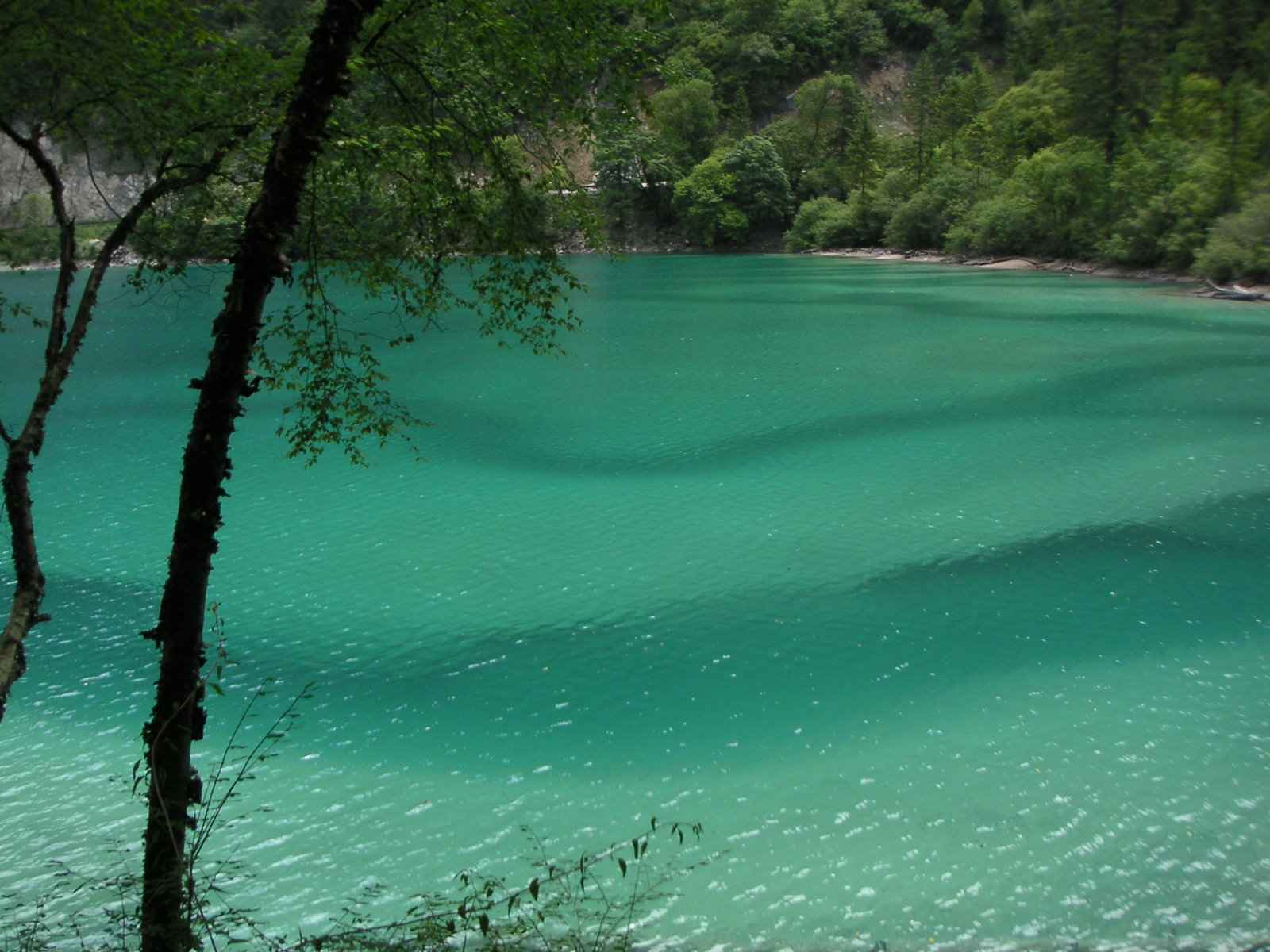
Озеро Панда

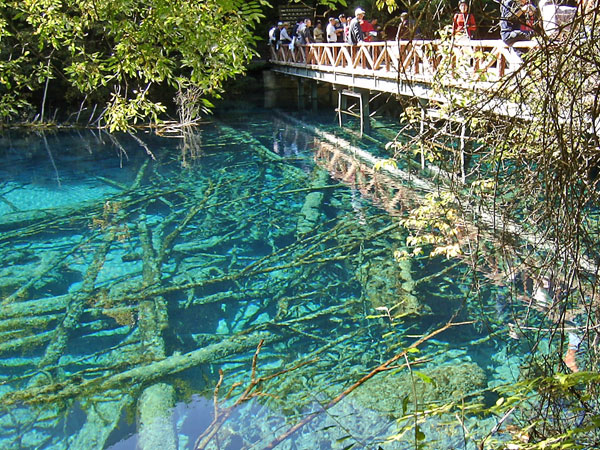
Озеро Пять цветков

Долина Жицзэ (日则沟, pinyin: Rìzé Gōu) 18 км длиной представляет собой юго-западную ветвь Цзючжайгоу. В ней находится больше всего достопримечательностей и её обычно посещают первой. На спуске с её верхней точки можно встретить следующие достопримечательности:
- Первобытный лес (原始森林 Yuánshǐ Sēnlín) заповедный древний лесной ландшафт. Окружён захватывающими видами пропастей и гор, включая 500-метровую клинковидную скалу Меч (剑岩 Jiàn Yán).
- Лебединое озеро (天鹅海, Tiān'é Hǎi) — живописное озеро 2250 м длиной и 125 м шириной, получившее своё название из-за того, что его посещают лебеди и утки.
- Травяное озеро (草海, Cǎo Hǎi) — мелкое озеро, покрытое замысловатыми узорами из водных растений.
- Озеро бамбука для стрел (箭竹海, Jiànzhú Hǎi), имеет площадь 170 000 м², мелкое озеро с глубиной 6 м. Лежащее на высоте 2618 м над уровнем моря озеро было местом, где происходило действие китайского фильма 2002 года Герой.
- Озеро Панда (熊猫海, Xióngmāo Hǎi) обладает удивительными сочетаниями голубого и зелёного цвета. Из него вытекают в несколько потоков многоуровневые водопады Панда, ниспадающие на 78 м тремя ступенями.
- Озеро Пять цветков (五花海, Wǔhuā Hǎi) — мелкое разноцветное озеро, дно которого перекрещено упавшими стволами деревьев.
- Жемчужная отмель (珍珠滩, Zhēnzhū Tān) — широкая, слегка наклонная терраса с отложениями кальцитов, покрытая тонким слоем текущей воды. С неё стекает знаменитый Жемчужный водопад (Жемчужная отмель (водопад)[вд]), представляющий собой занавес воды 28 м высотой и 310 м шириной. Здесь снималась сцена для телевизионной постановки Путешествия на Запад. Водопад Жемчужная отмель — самый красивый водопад в заповеднике Цзючжайгоу.
- Зеркальное озеро (镜海, Jìng Hǎi) — тихое озеро, отражающее окрестности, когда его поверхность спокойна.

### Долина Цзэчава
Ущелье Цзэчава (则查洼沟, Zécháwā Gōu) — юго-восточная ветвь Цзючжайгоу. Её длина примерна равна длине ущелья Жицзэ (18 км), но стены имеют большую высоту (3150 м в районе Длинного озера). На спуске с верхней точке ущелья можно увидеть следующие достопримечательности:
- Длинное озеро (长海, Cháng Hǎi) — самое высокорасположенное, большое и глубокое озеро в Цзючжайгоу, 7,5 км длиной и до 103 м глубиной. Оно не имеет направленного стока, питается от таяния снегов и теряет воду вследствие донного просачивания. Местный фольклор утверждает, что в глубинах этого озера обитает чудовище.
- Пятицветный пруд (五彩池, Wǔcǎi Chí) — один из самых маленьких, однако наиболее примечательный водоём из всех озёр Цзючжайгоу. Вопреки своим ограниченным размерам и глубине, он обладает богатым разноцветным подводным ландшафтом и светлой и прозрачной водой.
- Сезонные озера (季节海, Jìjié Hǎi) — последовательность из трёх озёр (Нижнее, Среднее и Верхнее) вдоль главной дороги, опустошающиеся и наполняющиеся в течение каждого года.

### Долина Шучжэн

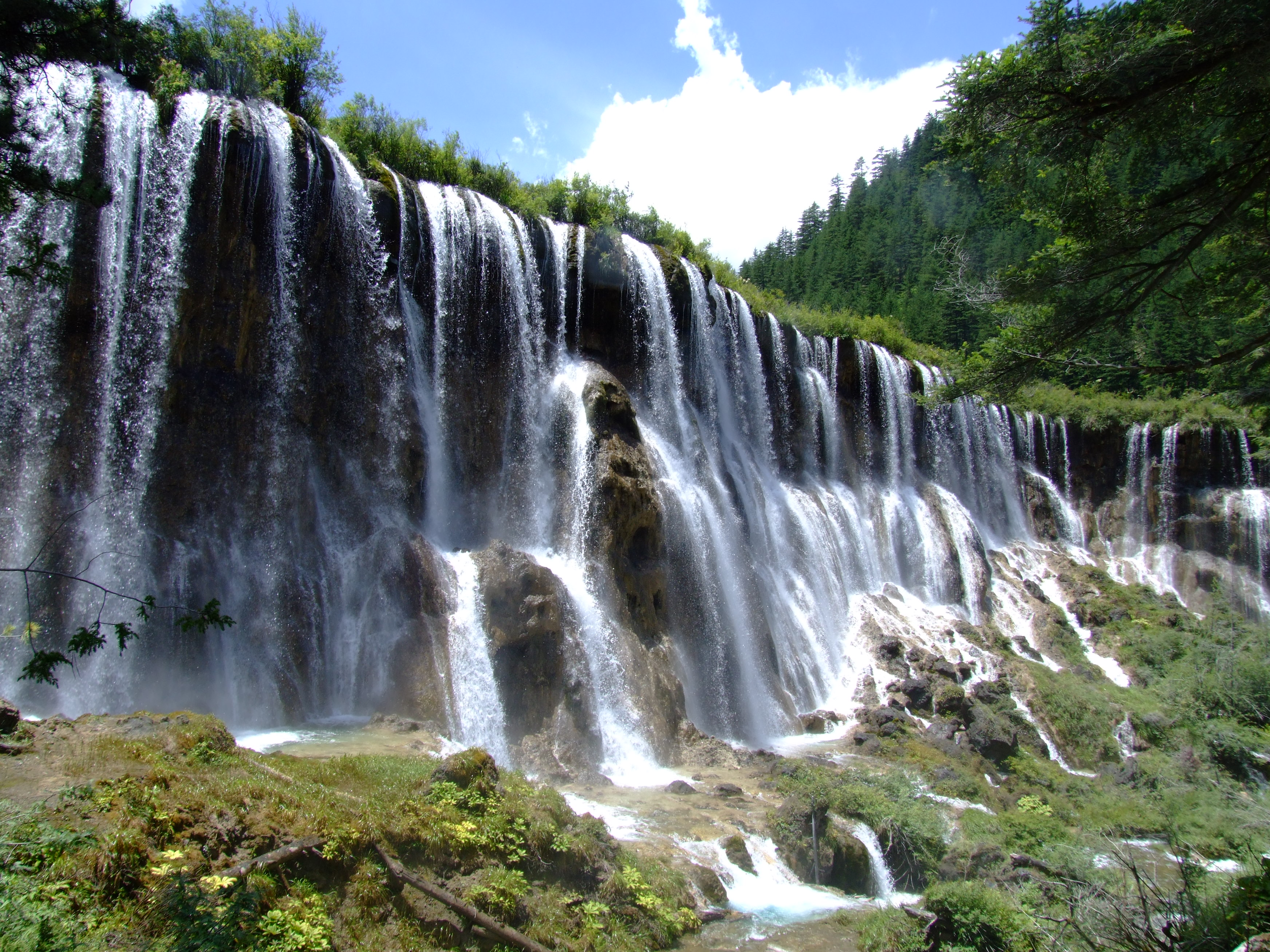
Водопады Ножилан

Долина Шучжэн (树正沟, Shùzhèng Gōu) — северная (главная) ветвь Цзючжайгоу. Её длина составляет 14,5 км. На спуске от пересечения ущелий к выходу из долины посетители встречают:
- Водопады Ножилан (诺日朗瀑布, Nuòrìlǎng Pùbù), находятся вблизи соединения ущелий, имеют высоту 20 м и ширину 320 м. Это самый широкий горный водопад в Китае и один из символов Цзючжайгоу.
- Озёра Ножилан (诺日朗群海, Nuòrìlǎng Qúnhǎi) и Озёра Шучжэн (树正群海 Shùzhèng Qúnhǎi) — цепочки из 18 и 19 озёр, сформированные при сходе ледников, а затем разделённые между собой естественными дамбами. Некоторые из них имеют фольклорные названия, такие как Носорог, Неизвестное и Тигр.
- Озеро Спящего дракона (卧龙海, Wòlóng Hǎi) — одно из наиболее низко расположенных озёр области. При глубине 20 м оно примечательно ясно видимым на его дне известковым стоком в форме, которую сравнивают с лежащим на дне драконом.
- Тростниковое озеро (芦苇海, Lúwěi Hǎi) — покрытое тростником болото 1375 м длиной с ясным зигзагообразным протоком бирюзового цвета. Особый контраст возникает осенью, когда тростники становятся жёлтыми.

### Экотуризм
- Долина Цзажу (扎如沟, Zārú Gōu) находится на юго-востоке от главного ущелья Шучжэн и редко посещается туристами. Долина начинается у буддистского монастыря Цзажу и заканчивается на озёрах Красное, Чёрное и Далинг.

Долина Цзажу является объектом экотуризма в Цзючжайгоу. www.jiuzhai.com. Дата обращения: 6 декабря 2021.. Долина была недавно открыта для небольшого числа экотуристов, желающих пройти походом и разбить лагерь по предложенному маршруту. Посетители могут выбрать однодневный или многодневный маршрут. Знающие проводники проводят экотуристов через долину, делясь своими знаниями об уникальном разнообразии природы и местной культуры национального парка. В долине Цзажу представлены 40 % всех видов растений, произрастающих в Китае и это лучшее место для того, чтобы полюбоваться изнутри дикой природой национального парка.
Главный маршрут похода следует пути паломников из местных буддистов Бенбо. www.jiuzhai.com. Дата обращения: 6 декабря 2021., обходящих священную гору Чжа И Чжа Га высотой 4,528 м.

### Прочее
- Прекрасный бассейн (神仙池, Shénxiān Chí) находится в 42 км к западу от Цзючжайгоу и выделяется травертиновыми бассейнами, которые очень похожи на бассейны близлежащего национального заповедника Хуанлун.

## Доступ
В сравнении с другими часто посещаемыми ландшафтными достопримечательностями Китая, Цзючжайгоу трудно доступен по суше. Большинство туристов достигают долины после 10-часовой поездки на автобусе из Чэнду по дороге вдоль каньона реки Миньцзян, порой подверженной камнепадам и, в дождливый сезон, оползням, которые могут добавить к путешествию несколько часов. Новое шоссе по тому же маршруту было сильно повреждено землетрясением 12 мая 2008 года, однако в настоящее время уже отремонтировано. Отрезок от Мао Сянь до Чуан Чжу Си ещё ремонтируется, но дорога открыта для движения общественного транспорта и частных автомобилей.
С 2003 года можно долететь из Чэнду или Чунцина до высокогорного аэропорта Цзючжайгоу Хуанлун (расположен на высоте 3447 метров) вблизи района Сонпан, автобус откуда идёт автобус до Хуанлуна один час, а до Цзючжайгоу — 90 минут. С 2006 года был открыт рейс самолёта в Сиань, каждый день в пик сезона и постоянно появляются новые рейсы из различных частей Китая. В октябре 2009 года были созданы маршруты из Пекина, Шанхая и Ханчжоу. Национальные парки Цзючжайгоу и Хуанлун не были повреждены в ходе землетрясения в мае 2008 года и ни разу не закрывались после него.